# Мейджор Річі
Мейджор Річі (англ. Major Ritchie; 18 жовтня 1870 — 28 лютого 1955) — колишній британський тенісист.
Здобув 131 одиночний титул.
Перемагав на турнірах Великого шолома в парному розряді.
Завершив кар'єру 1933 року.

## Фінали турнірів Великого шолома

### Одиночний розряд (1 поразка)
| Результат | Рік  | Турнір               | Покриття | Суперник  | Рахунок                 |
| --------- | ---- | -------------------- | -------- | --------- | ----------------------- |
| Поразка   | 1909 | Вімблдонський турнір | Трава    | Артур Ґор | 8–6, 6–1, 2–6, 2–6, 2–6 |

### Парний розряд (2 перемоги)
| Результат | Рік  | Турнір               | Покриття | Партнер        | Суперники                       | Рахунок            |
| --------- | ---- | -------------------- | -------- | -------------- | ------------------------------- | ------------------ |
| Перемога  | 1908 | Вімблдонський турнір | Трава    | Ентоні Вілдінґ | Артур Ґор Герберт Ропер-Барретт | 6–1, 6–2, 1–6, 9–7 |
| Перемога  | 1910 | Вімблдонський турнір | Трава    | Ентоні Вілдінґ | Артур Ґор Герберт Ропер-Барретт | 6–1, 6–1, 6–2      |

## Часовий графік результатів
| W | Ф | ПФ | ЧФ | #Р | КТ | К# | P# | DNQ | A | Z# | PO | G | S | B | NMS | NTI | P | NH |

Для турнірів з раундом виклику: (WC) won; (CR) програв у раунді виклику; (ФA) all comers' finalist
|                                        | 1897                                   | 1898                                   | 1899                                   | 1900                                   | 1901                                   | 1902                                   | 1903                                   | 1904                                   | 1905                                   | 1906                                   | 1907                                   | 1908                                   | 1908                                   | 1909                                   | 1910                                   | 1911                                   | 1912                                   | 1912                                   | 1913                                   | 1914                                   | 1915                   | 1916                   | 1917                   | 1918                   | 1919                   | 1920                                   | 1921                                   | 1922                                   | 1923                                   | 1924                                   | 1925                   | 1926                   | SR     | В-П   | Win % |
| Турніри Великого шлему                 | Турніри Великого шлему                 | Турніри Великого шлему                 | Турніри Великого шлему                 | Турніри Великого шлему                 | Турніри Великого шлему                 | Турніри Великого шлему                 | Турніри Великого шлему                 | Турніри Великого шлему                 | Турніри Великого шлему                 | Турніри Великого шлему                 | Турніри Великого шлему                 | Турніри Великого шлему                 | Турніри Великого шлему                 | Турніри Великого шлему                 | Турніри Великого шлему                 | Турніри Великого шлему                 | Турніри Великого шлему                 | Турніри Великого шлему                 | Турніри Великого шлему                 | Турніри Великого шлему                 | Турніри Великого шлему | Турніри Великого шлему | Турніри Великого шлему | Турніри Великого шлему | Турніри Великого шлему | Турніри Великого шлему                 | Турніри Великого шлему                 | Турніри Великого шлему                 | Турніри Великого шлему                 | Турніри Великого шлему                 | Турніри Великого шлему | Турніри Великого шлему | 0 / 24 | 62–24 | 72.1  |
| -------------------------------------- | -------------------------------------- | -------------------------------------- | -------------------------------------- | -------------------------------------- | -------------------------------------- | -------------------------------------- | -------------------------------------- | -------------------------------------- | -------------------------------------- | -------------------------------------- | -------------------------------------- | -------------------------------------- | -------------------------------------- | -------------------------------------- | -------------------------------------- | -------------------------------------- | -------------------------------------- | -------------------------------------- | -------------------------------------- | -------------------------------------- | ---------------------- | ---------------------- | ---------------------- | ---------------------- | ---------------------- | -------------------------------------- | -------------------------------------- | -------------------------------------- | -------------------------------------- | -------------------------------------- | ---------------------- | ---------------------- | ------ | ----- | ----- |
| Відкритий чемпіонат Франції з тенісу   | Тільки серед членів Французького клубу | Тільки серед членів Французького клубу | Тільки серед членів Французького клубу | Тільки серед членів Французького клубу | Тільки серед членів Французького клубу | Тільки серед членів Французького клубу | Тільки серед членів Французького клубу | Тільки серед членів Французького клубу | Тільки серед членів Французького клубу | Тільки серед членів Французького клубу | Тільки серед членів Французького клубу | Тільки серед членів Французького клубу | Тільки серед членів Французького клубу | Тільки серед членів Французького клубу | Тільки серед членів Французького клубу | Тільки серед членів Французького клубу | Тільки серед членів Французького клубу | Тільки серед членів Французького клубу | Тільки серед членів Французького клубу | Тільки серед членів Французького клубу | Не проводився          | Не проводився          | Не проводився          | Не проводився          | Не проводився          | Тільки серед членів Французького клубу | Тільки серед членів Французького клубу | Тільки серед членів Французького клубу | Тільки серед членів Французького клубу | Тільки серед членів Французького клубу |                        |                        | 0 / 0  | 0–0   | –     |
| Вімблдонський турнір                   | 2р                                     | ЧФ                                     | 3р                                     | 3р                                     | 3р                                     | ФA                                     | ФA                                     | ФA                                     | ПФ                                     | ЧФ                                     | ПФ                                     | ПФ                                     | ПФ                                     | CR                                     | 3р                                     | 4р                                     | 4р                                     | 4р                                     |                                        | 3р                                     | Не проводився          | Не проводився          | Не проводився          | Не проводився          | ПФ                     | 3р                                     | 3р                                     | 3р                                     | 1р                                     | 3р                                     |                        | 1р                     | 0 / 24 | 62–24 | 72.1  |
| Відкритий чемпіонат США з тенісу       |                                        |                                        |                                        |                                        |                                        |                                        |                                        |                                        |                                        |                                        |                                        |                                        |                                        |                                        |                                        |                                        |                                        |                                        |                                        |                                        |                        |                        |                        |                        |                        |                                        |                                        |                                        |                                        |                                        |                        |                        | 0 / 0  | 0–0   | –     |
| Відкритий чемпіонат Австралії з тенісу | Не проводився                          | Не проводився                          | Не проводився                          | Не проводився                          | Не проводився                          | Не проводився                          | Не проводився                          | Не проводився                          |                                        |                                        |                                        |                                        |                                        |                                        |                                        |                                        |                                        |                                        |                                        |                                        |                        | Не проводився          | Не проводився          | Не проводився          |                        |                                        |                                        |                                        |                                        |                                        |                        |                        | 0 / 0  | 0–0   | –     |
| В-П                                    | 0–1                                    | 2–1                                    | 1–1                                    | 1–1                                    | 1–1                                    | 4–1                                    | 4–1                                    | 5–1                                    | 4–1                                    | 3–1                                    | 4–1                                    | 4–1                                    | 4–1                                    | 7–1                                    | 2–1                                    | 3–1                                    | 3–1                                    | 3–1                                    |                                        | 1–1                                    |                        |                        |                        |                        | 5–1                    | 2–1                                    | 2–1                                    | 2–1                                    | 0–1                                    | 2–1                                    |                        | 0–1                    |        |       |       |
| Виступи за країну                      |                                        |                                        |                                        |                                        |                                        |                                        |                                        |                                        |                                        |                                        |                                        |                                        |                                        |                                        |                                        |                                        |                                        |                                        |                                        |                                        |                        |                        |                        |                        |                        |                                        |                                        |                                        |                                        |                                        |                        |                        |        |       |       |
| Теніс на Олімпійських іграх            | Не проводився                          | Не проводився                          | Не проводився                          |                                        | Не проводився                          | Не проводився                          | Не проводився                          |                                        | Не проводився                          | Не проводився                          | Не проводився                          | G                                      | B                                      | Не проводився                          | Не проводився                          | Не проводився                          |                                        |                                        | Не проводився                          | Не проводився                          | Не проводився          | Не проводився          | Не проводився          | Не проводився          | Не проводився          |                                        | Не проводився                          | Не проводився                          | Не проводився                          |                                        | Не проводився          | Не проводився          | 1 / 2  | 5–1   | 83.3  |